# J. Thomas Rimer
J. Thomas Rimer, né le 2 mars 1933, est un linguiste, un traducteur et un universitaire américain spécialiste du théâtre et de littérature japonaise.

## Biographie
J. Thomas Rimer obtient un doctorat de littérature japonaise à l'université Columbia en 1971. Il est professeur émérite de littérature japonaise, de théâtre et d'art à l'université de Pittsburgh.
Il a été directeur de la division asiatique de la Bibliothèque du Congrès.
Rimer a écrit des ouvrages consacrés à la littérature japonaise classique aussi bien qu'au théâtre japonais moderne et a traduit plusieurs textes.
Auteur de plusieurs livres destinés au grand public, il est crédité pour avoir rendu le théâtre japonais plus accessible aux spectateurs américains.

## Crédit d'auteurs
- (en) Cet article est partiellement ou en totalité issu de l’article de Wikipédia en anglais intitulé « J. Thomas Rimer » (voir la liste des auteurs).